# FC Belshyna Babruisk
El FC Belshina Bobruisk (en bielorruso: ФК «Белшына Бабруйск», FK Belshyna Babruisk) es un club de fútbol bielorruso de la ciudad de Babruysk fundado en 1977. El club disputa sus partidos como local en el estadio Spartak y juega en la Liga Premier de Bielorrusia.

## Historia

### Diferentes nombres
- 1977: Fundado como Shinnik Babruysk
- 1996: Renombrado como Belshina Babruysk

## Palmarés
- Liga SSR Bielorrusa (2): 1978, 1987
- Vysshaya Liga (1): 2001
- Primera Liga de Bielorrusia (1) 2019
- Copa de Bielorrusia (3): 1997, 1999, 2001

## Participación en competiciones de la UEFA
| Temporada | Torneo                | Ronda             | Club             | Casa | Visita | Global |
| --------- | --------------------- | ----------------- | ---------------- | ---- | ------ | ------ |
| 1997–98   | UEFA Cup Winners' Cup | Clasificatoria    | Sadam Tallinn    | 4-1  | 1–1    | 5-2    |
| 1997–98   | UEFA Cup Winners' Cup | 1                 | Lokomotiv Moscow | 1–2  | 0–3    | 1-5    |
| 1998–99   | UEFA Cup              | 1ª Clasificatoria | CSKA Sofia       | 1-3  | 0–0    | 1–3    |
| 1999–2000 | UEFA Cup              | Clasificatoria    | Omonia           | 1–5  | 0–3    | 1-8    |
| 2001–02   | UEFA Cup              | Clasificatoria    | Ružomberok       | 0-0  | 1–3    | 1-3    |
| 2002–03   | UEFA Champions League | 1ª Clasificatoria | Portadown        | 3-2  | 0–0    | 3–2    |
| 2002–03   | UEFA Champions League | 2ª Clasificatoria | Maccabi Haifa    | 0-1  | 0–4    | 0–5    |

## Jugadores

### Historial en copa y liga
| Temporada | División | Posición | PJ  | G  | E  | P  | Goles | Puntos | Copa Doméstica   | Notas                  |
| --------- | -------- | -------- | --- | -- | -- | -- | ----- | ------ | ---------------- | ---------------------- |
| 1992      | 2°       | 2        | 161 | 11 | 2  | 3  | 24–9  | 24     | Ronda de 32      |                        |
| 1992–93   | 2°       | 1        | 30  | 21 | 8  | 1  | 69–19 | 50     | Ronda de 32      | Ascendido              |
| 1993–94   | 1°       | 7        | 30  | 15 | 1  | 14 | 41–41 | 31     | Cuartos de final |                        |
| 1994–95   | 1°       | 13       | 30  | 7  | 9  | 14 | 31–50 | 23     | Semifinales      |                        |
| 1995      | 1°       | 15       | 15  | 4  | 3  | 8  | 17–29 | 15     | Ronda de 32      |                        |
| 1995      | 1°       |          | 2   | 1  | 0  | 1  | 3–2   | 3      | Ronda de 32      | Play-offs de descenso2 |
| 1996      | 1°       | 3        | 30  | 20 | 3  | 7  | 67–32 | 63     | Ronda de 32      |                        |
| 1997      | 1°       | 2        | 30  | 21 | 3  | 6  | 67–30 | 66     | Campeón          |                        |
| 1998      | 1°       | 3        | 28  | 17 | 6  | 5  | 47–17 | 57     | Ronda de 16      |                        |
| 1999      | 1°       | 8        | 30  | 13 | 6  | 11 | 52–42 | 45     | Campeón          |                        |
| 2000      | 1st      | 9        | 30  | 11 | 5  | 14 | 42–38 | 38     | Semifinales      |                        |
| 2001      | 1°       | 1        | 26  | 17 | 4  | 5  | 43–20 | 55     | Campeón          |                        |
| 2002      | 1°       | 8        | 26  | 12 | 4  | 10 | 44–38 | 373    | Ronda de 16      |                        |
| 2003      | 1°       | 10       | 30  | 8  | 8  | 14 | 44–50 | 32     | Semifinales      |                        |
| 2004      | 1°       | 16       | 30  | 2  | 6  | 22 | 21–62 | 12     | Ronda de 16      | Descendió              |
| 2005      | 2°       | 1        | 30  | 23 | 4  | 3  | 61–19 | 73     | Cuartos de final | Ascendió               |
| 2006      | 1°       | 14       | 26  | 1  | 6  | 19 | 16–46 | 9      | Round of 64      | Descendió              |
| 2007      | 2°       | 4        | 26  | 15 | 7  | 4  | 46–26 | 494    | Ronda de 32      |                        |
| 2008      | 2°       | 3        | 26  | 15 | 4  | 7  | 34–21 | 49     | Ronda de 32      |                        |
| 2009      | 2°       | 1        | 26  | 20 | 4  | 2  | 55–15 | 64     | Ronda de 16      | Ascendió               |
| 2010      | 1°       | 6        | 33  | 12 | 9  | 12 | 31–42 | 45     | Ronda de 16      | [ 5 ]                  |
| 2011      | 1°       | 5        | 33  | 12 | 12 | 9  | 41–35 | 48     | Semifinales      | [ 6 ]                  |
| 2012      | 1°       | 7        | 30  | 7  | 9  | 14 | 26–40 | 30     | Ronda de 16      | [ 7 ]                  |
| 2013      | 1°       | 7        | 22  | 7  | 7  | 8  | 24–28 | 28     | Cuartos de final | [ 8 ]                  |
| 2013      | 1°       | 1        | 10  | 8  | 1  | 1  | 18–10 | 22     | Cuartos de final | Ronda de descenso      |
| 2014      | 1°       | 11       | 22  | 4  | 6  | 12 | 28–38 | 18     | Cuartos de final | [ 10 ]                 |
| 2014      | 1°       | 4        | 10  | 4  | 2  | 4  | 14–18 | 14     | Cuartos de final | Ronda de descenso      |
| 2015      | 1°       | 4        | 26  | 12 | 7  | 7  | 39–19 | 43     | Cuartos de final | [ 12 ]                 |
| 2016      | 1°       | 15       | 30  | 5  | 10 | 15 | 34–45 | 25     | Cuartos de final | Descendió              |
| 2017      | 2°       | 5        | 30  | 14 | 7  | 9  | 56–30 | 47     | Ronda de 32      | [ 13 ]                 |
| 2018      | 2°       | 3        | 28  | 18 | 5  | 5  | 59–23 | 59     | Ronda de 32      | [ 12 ]                 |
| 2019      | 2°       | 1        | 28  | 21 | 5  | 2  | 74–22 | 68     | Cuartos de final | Ascendió               |
| 2020      | 1°       | 15       | 30  | 5  | 6  | 19 | 34–71 | 21     | Ronda de 32      | Descendió              |
| 2021      | 2°       |          |     |    |    |    |       |        | Ronda de 32      |                        |
| 2021      |          |          |     |    |    |    |       |        | Ronda de 32      |                        |

- 1 Incluyendo el play-off contra el Dinamo-2 Minsk por el primer puesto y la única promoción, donde ambos equipos finalizaron con los mismos puntos.
- 2 Play-off contra el segundo de la Segunda División, el Kommunalnik Pinsk, para mantener la categoría.
- 3, 4 3 puntos restados por un fichaje no pagado.